# Wide Field Camera 3

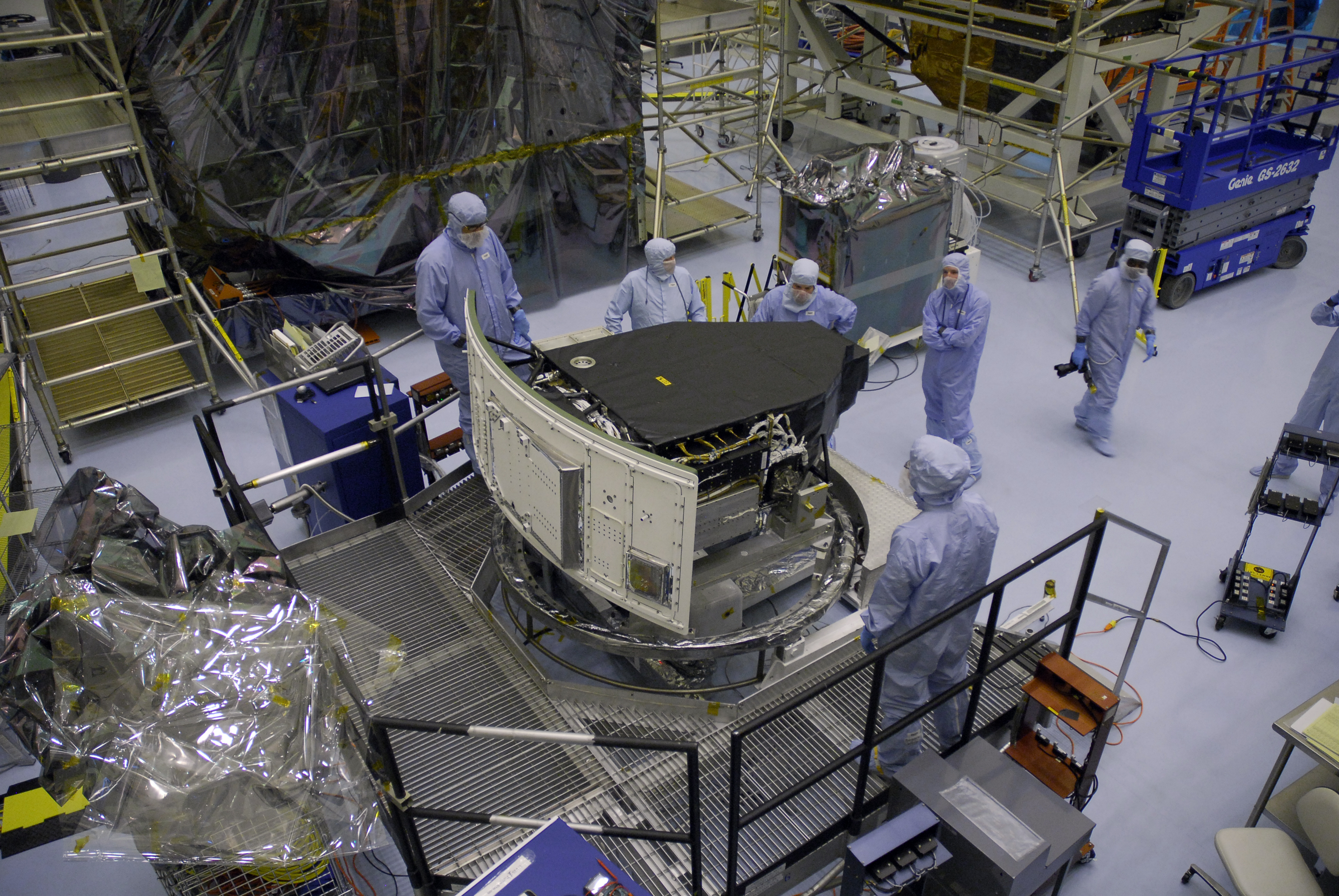
Wide Field Camera 3 przygotowywana do misji STS-125.

Wide Field Camera 3 (WFC3) – kamera CCD zainstalowana w Kosmicznym Teleskopie Hubble’a. Została zamontowana na miejsce kamery Wide Field and Planetary Camera 2 (WFPC2) 14 maja 2009 przez załogę misji STS-125 wahadłowca Atlantis.
Kamera WFC3 ma czujniki CCD pokrywające zakres ultrafioletu (od 200 nm) i światła widzialnego (każdy o rozdzielczości 2048 × 4096 pikseli) oraz jeden detektor podczerwieni (1024 × 1024 pikseli), który może rejestrować promieniowanie o długości fali do 1700 nm.